# サンタクラリタ

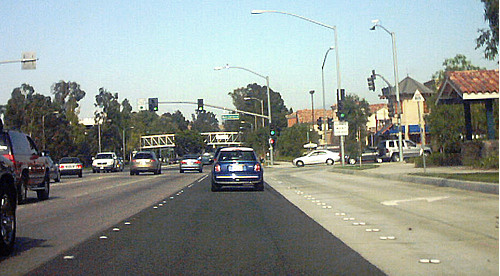
サンタクラリタのバレンシア地区を通る大通り、遠くに見える橋は歩道と車道を分離するための「パセオ｣

サンタクラリタ（英: Santa Clarita）は、アメリカ合衆国カリフォルニア州南部ロサンゼルス郡の都市である。人口は22万8673人（2020年）。ロサンゼルス市中心街から56 km北西にあり、サンタクラリタ・バレーの大半を占めている。アメリカ合衆国における周辺都市あるいはブーム郊外都市の代表例である。連邦捜査局は、アメリカの人口10万人以上の都市の中で、サンタクラリタは6番目に安全な都市と評価した（隣接するベンチュラ郡のシミバレー市とサウザンドオークス市はこのランキングで伝統的に入れ替わり1位と2位になっている）。雑誌「マネー」の2006年版では「アメリカの住みたい都市100傑」の18位に位置付けた。
サンタクラリタは、1987年にキャニオンカントリー、ニューホール、ソーガスおよびバレンシアなど幾つかの地域社会が合併することで、市制を布いた。これら地域社会は全て以前のランチョ・サンフランシスコの土地である。主要な市境はゴールデンステイト・フリーウェイ（州間高速道路5号線）とアンテロープバレー・フリーウェイ（州道14号線）であり、市の南端にあるニューホール峠でこの2本の道路が交わるところは、地図の上で特徴ある三角形を作っている。
サンタクラリタの最も著名な呼び物は、市域のすぐ外側、ロサンゼルス郡の未編入領域にあるシックス・フラッグス・マジック・マウンテン・アミューズメントパーク、およびバレンシアにあるカリフォルニア芸術大学である。

## 歴史
サンタクラリタは1987年に市制を布いたばかりの都市であるが、その歴史は西暦450年にタタビアム族インディアンが到着したときまで遡ることができる。タタビアム族の全盛期には人口約2,000人に達していた。
1842年、サクラメント地域で金の発見が報道された時よりも6年前、フランシスコ・ロペスがカリフォルニアで最初の記録に残る金を発見していた（その書類は同年、フアン・B・アルバラド知事が署名した鉱業権申請書だった）。この金が発見されたのはプラスリタ・キャニオンであり、そこは後にハリウッドの当初撮影場所として使われた。
ニューホールの地域社会は、カリフォルニア・ゴールドラッシュの間に、サンフランシスコで大いに成功したオークション会場を経営するH・M・ニューホール会社を起ち上げて最初の資産を掴んだ事業家ヘンリー・ニューホールに因んで名付けられたものだった。ニューホールの次の収益源は鉄道だった。サンフランシスコと他の都市を繋ぐ鉄道に投資し、サンフランシスコ・サンノゼ鉄道の社長になった。1870年、ニューホールとその共同経営者はサザン・パシフィック鉄道に会社を売却し、ニューホール自身はその役員会に入った。ニューホールは鉄道に続いて不動産と牧畜に目を転じた。州内で昔スペインやメキシコが発行していた土地特許を多く買い取り、モントレー郡とロサンゼルス郡で総面積は143,000エーカー (579 km²) になった。その中でも重要な部分はロサンゼルス郡北部にある広さ46,460エーカー (188 km²) のランチョ・サンフランシスコであり、これを1エーカー当たり2ドルで購入し、ニューホールの死後はニューホール牧場と呼ばれるようになった。この領地内で現在はニューホール峠と呼ばれる所を通すサザン・パシフィック鉄道の通行権を認め、サザン・パシフィック鉄道に土地の一部も売ったので、この会社は町を建設し、ニューホールと名付けた。この鉄道線に初めてできた駅にはニューホールの出身地マサチューセッツ州ソーガスに因んでその名前を付けた。ニューホールの死後、その相続人はニューホール土地農業会社を設立しサンタクラリタ市を作り上げている地域社会の発展を監督した。
1876年9月26日、チャールズ・アレクサンダー・メントリーがメントリービルで州内初の油井を掘り、カリフォルニア石油産業を興した。原油はニューホールの製油所に運ばれた。そこは世界でも最古の現存する製油所となっている（操業は1874年から1888年）。
その少し前にあたる9月5日、チャールズ・クロッカーとリーランド・スタンフォードがキャニオンカントリーでそれぞれの鉄道を結合し、ロサンゼルスと国内の他所を初めて鉄道で繋いだ。
ソーガスのサンフェルナンド道路沿いにあるソーガス・カフェは1887年に開店した。ロサンゼルス郡でも最古の現在でも営業しているレストランということになっている。
20世紀に入ってから間もない頃、ウィリアム・S・ハート、トム・ミックス、ハリー・ケリーおよび若き日のジョン・ウェインなど紳士録に載るような俳優達と共にサンタクラリタの映画産業が始まった。ハートとケリーはサンタクラリタ・バレーに自家を造り、どちらも今日では郡公園として運営されている。
1928年3月12日夜、ウィリアム・マルホランドのセントフランシス・ダムが崩壊し、カリフォルニア州の歴史の中でも2番目と言われる大災害になった。ベンチュラ近くで洪水が太平洋に達するまでに、450人の命が失われたと推計されている。現在のサンタクラリタ市内では、ウェストフィールド・バレンシア・タウンセンター・モールがある所が石と泥に埋まった。市内の多くの建物が死体の一時安置所になった。

## 地理
サンタクラリタは北緯34度25分00秒 西経118度30分23秒 / 北緯34.41667度 西経118.50639度に位置する。アメリカ合衆国国勢調査局に拠れば、市域全面積は47.8平方マイル (123.9 km2)であり、このうち陸地は47.8平方マイル (123.9 km2)、水域は0.04平方マイル (0.1 km2)で水域率は0.04％である。
サンタクラリタはサンフェルナンド断層帯に近く、シルマー地震とも呼ばれる1971年サンフェルナンド地震の影響を受けた。また1994年ノースリッジ地震の影響もあり、多くの商業ビルや住宅が崩壊した。地震の影響は近くのニューホール峠、バレンシア・モール、シックス・フラッグ・マジック・マウンテンにも及んだ。マジックマウンテンにあり歴史ある38階建てスカイタワーは片振幅6フィート (180 cm) も揺れたが、被害は少なかった。

### 山火事

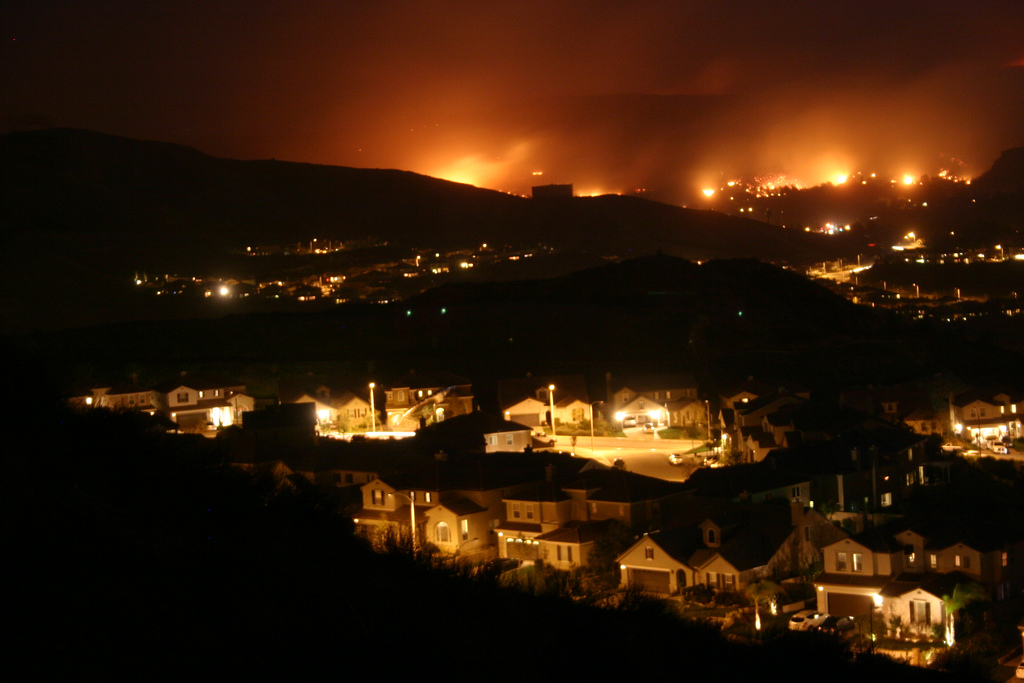
サンタクラリタ近くの山火事

サンタクラリタは国内でも山火事が多い所として知られている。最近の例では、2001年のステーブルズ、2002年のカッパーとブーケ、2003年のシミとバーデイル、2004年のフットヒル、2007年のバックウィード、ランチ、マジックおよび2008年のセイアーと呼ばれる山火事が有った。

### 気候
サンタクラリタは南カリフォルニア内陸部の多くと同様、一年間の大半を通じて暖かく乾燥しており、雨は大変少なく、夏は暑く乾燥する。灌木で覆われる乾燥した丘陵が特徴であり、晩夏と早秋は「火災シーズン」と言われることも多い。暑い季節は7月から9月であるが、10月初旬に100°F (38℃) に達することも希ではない。冬は温暖であり、晴れた夜に氷点下まで気温が落ちることがある程度である。降雨は12月から2月が多い。降雪は2006年3月以降は無い。この時には標高約1,500フィート (450 m) あたりに、一日中にわか雪や霙が降った。
サンタクラリタの住民はその気候を「焼き付くような夏、温暖な冬、少しのジューングルーム（6月頃の厚い雲）」と言っている。
| サンタクラリタの気候   | サンタクラリタの気候 | サンタクラリタの気候 | サンタクラリタの気候 | サンタクラリタの気候 | サンタクラリタの気候 | サンタクラリタの気候 | サンタクラリタの気候 | サンタクラリタの気候 | サンタクラリタの気候 | サンタクラリタの気候 | サンタクラリタの気候 | サンタクラリタの気候 | サンタクラリタの気候 |
| 月                     | 1月                  | 2月                  | 3月                  | 4月                  | 5月                  | 6月                  | 7月                  | 8月                  | 9月                  | 10月                 | 11月                 | 12月                 | 年                   |
| ---------------------- | -------------------- | -------------------- | -------------------- | -------------------- | -------------------- | -------------------- | -------------------- | -------------------- | -------------------- | -------------------- | -------------------- | -------------------- | -------------------- |
| 平均最高気温 °C （°F） | 18 (64)              | 19 (66)              | 20 (68)              | 23 (74)              | 26 (79)              | 32 (89)              | 36 (96)              | 34 (94)              | 33 (91)              | 28 (82)              | 22 (72)              | 18 (65)              | 25.8 (78.3)          |
| 平均最低気温 °C （°F） | 2 (36)               | 3 (37)               | 3 (38)               | 5 (41)               | 7 (45)               | 10 (50)              | 12 (54)              | 13 (55)              | 11 (52)              | 8 (46)               | 4 (39)               | 2 (36)               | 6.7 (44.1)           |
| 降水量 mm （inch）     | 75.9 (2.99)          | 88.9 (3.50)          | 77 (3.03)            | 16 (.63)             | 5.6 (.22)            | 0.3 (.01)            | 0.3 (.01)            | 2.8 (.11)            | 6.9 (.27)            | 9.1 (.36)            | 31 (1.22)            | 40.9 (1.61)          | 354.6 (13.96)        |
| 出典：                 |                      |                      |                      |                      |                      |                      |                      |                      |                      |                      |                      |                      |                      |

## 人口動態
以下は2000年の国勢調査による人口統計データである。
| 基礎データ - 人口: 151,088人 - 世帯数: 50,787世帯 - 家族数: 38,242家族 - 人口密度: 1,219.6人/km2（3,159.1人/mi2） - 住居数: 52,442軒 - 住居密度: 423.3軒/km2（1,096.5軒/mi2） 人種別人口構成 - 白人: 59.02% - アフリカン・アメリカン: 2.07% - ネイティブ・アメリカン: 0.59% - アジア人: 5.24% - 太平洋諸島系: 0.15% - その他の人種: 8.54% - 混血: 3.89% - ヒスパニック・ラテン系: 20.50% 年齢別人口構成 - 18歳未満: 30.3% - 18-24歳: 8.1% - 25-44歳: 33.6% - 45-64歳: 20.8% - 65歳以上: 7.1% - 年齢の中央値: 33歳 - 性比（女性100人あたり男性の人口） - 総人口: 98.0 - 18歳以上: 94.4 | 世帯と家族（対世帯数） - 18歳未満の子供がいる: 44.4% - 結婚・同居している夫婦: 61.0% - 未婚・離婚・死別女性が世帯主: 9.8% - 非家族世帯: 24.7% - 単身世帯: 18.7% - 65歳以上の老人1人暮らし: 6.1% - 平均構成人数 - 世帯: 2.95人 - 家族: 3.38人 収入と家計（2007年推計） - 収入の中央値 - 世帯: 79,004米ドル - 家族: 91,450米ドル - 性別 - 男性: 53,769米ドル - 女性: 36,835米ドル - 人口1人あたり収入: 26,841米ドル - 貧困線以下 - 対人口: 6.4% - 対家族数: 4.7% - 18歳未満: 6.7% - 65歳以上: 5.9% |

## 政治

### 市政府
サンタクラリタ市の最近の包括的年間財務報告書に拠れば、市の歳入は1億9,010万ドル、歳出は1億4,340万ドル、総資産10億6,260万ドル、総負債1億4,980万ドル、現金と投資額2億2,290万ドルである。

### 州と連邦議会
カリフォルニア州議会では、上院の第17と第19および下院の第38選挙区に属している。連邦議会下院ではカリフォルニア州第25選挙区に属し、クック投票動向指数では共和党+7となっている。2010年時点ですべて共和党議員が務めている。

### 法の執行と消防
消防についてはロサンゼルス郡消防部と契約している。市内には8か所の消防署があるが、市が成長しているために2012年までにさらに8か所を増設する計画である。
ロサンゼルス郡保安部が市内のサンタクラリタ・バレー警察署を運営している。

## 教育

### 教育学区
- キャスタティック統合教育学区
- ニューホール教育学区
- ソーガス統合教育学区
- サルファースプリングス小学校教育学区
- ウィリアム・S・ハート高校教育学区

### カレッジと大学
- カリフォルニア芸術大学
- マスターズ・カレッジ
- カレッジ・オブ・ザ・キャニオンズ

## 公園とレクリエーション
サンタクラリタ市指導層は市制執行以来レクリエーション施設とそのプログラムの提供に優先順位を置いている。市内の子供達を犯罪やギャングの活動から遠ざけるために、多くの若者向け活動と娯楽が存在している。多くの地区公園を造り、包括的レクリエーション・プログラムを維持している・キャニオンカントリーには子ども用プール、ダイビングプールおよびオリンピック用スイミングプールのある水上公園と自転車とスケートの公園があるレクリエーションセンターがあり、ニューホールとキャニオンカントリーの地域スイミングプール、ニューホール中心街のコミュニティセンターなどがある。市内最大の公園はソーガスにあり、セントラルパークと呼ばれている。市内のあらゆる所に鏤められた17の公園がある。多くの公園には照明付きテニスコートとバスケットコート、野球場、サッカー場がある。市域内には3,000エーカー (1.2 km²) 以上のオープンスペースと全長32マイル (51 km) の道路外トレイルがある。
過去数年間、市はサマーコンサートを共同開催しており、地元事業家との協力で広い範囲の音楽を提供している。これらコンサートは無料で週末にセントラルパークで開かれている。市は一年中様々な場所で有料無料の授業やプログラムを広い分野で提供している。これらのプログラムは市内の住人全てに郵便で配布される季刊誌「シーズンズ」に掲載されている。
毎年11月にサンタクラリタ・マラソンが開催されている。このマラソンの第1回は1995年であり、ボストンマラソンの資格付けレースになっている。
AMGENのツアー・オブ・カリフォルニアでは2007年のステージ6の最後に、2008年ではステージ6の最後と最終ステージであるステージ7の開始場所に選ばれた。
サンタクラリタにはTPCバレンシア、バレンシア・カントリークラブ、およびビスタ・バレンシアなど、幾つかの公営民営のゴルフコースがある。また「アイス・ステーション・バレンシア」と呼ばれる公営アイススケートリンクもある。

## 経済

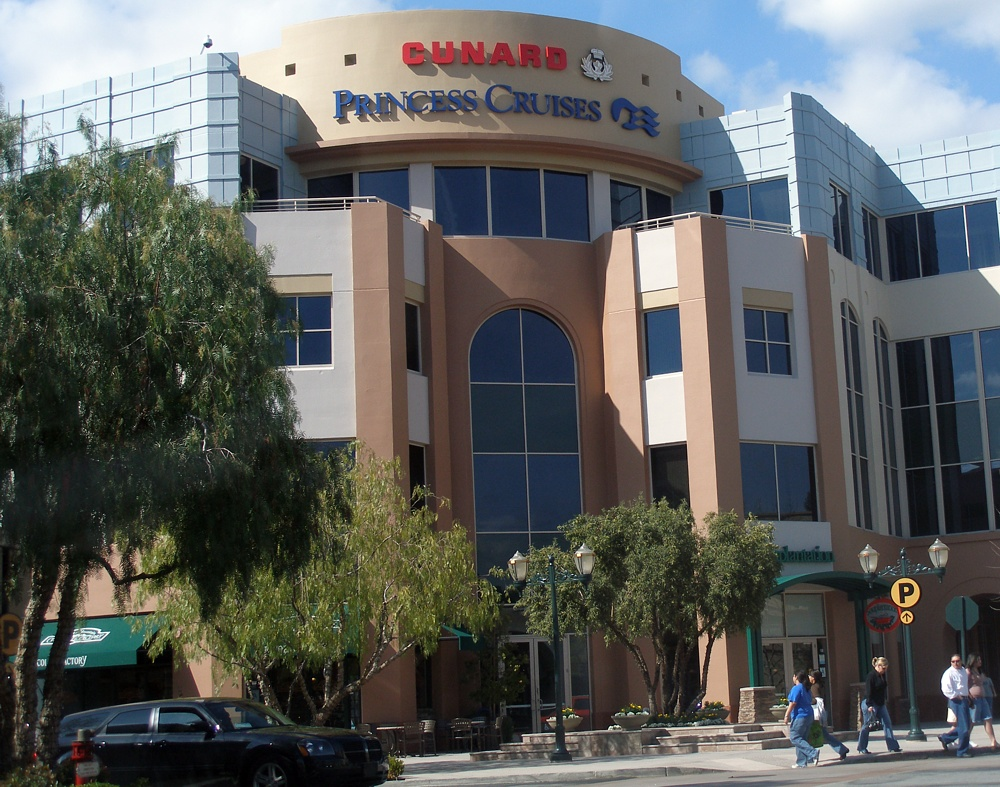
プリンセス・クルーズの本社

サンタクラリタの包括的年間財務報告書2008年版によれば、市内の大きな雇用主トップ10は以下の通りである。
| 順位 | 雇用主                                   | 従業員数 |
| ---- | ---------------------------------------- | -------- |
| 1    | シックス・フラッグ・マジック・マウンテン | 3,689    |
| 2    | プリンセス・クルーズ                     | 2,100    |
| 3    | ヘンリー・メイヨー・ニューホール記念病院 | 1,212    |
| 4    | H.R. テクストロン                        | 845      |
| 5    | マスターズ・カレッジ                     | 755      |
| 6    | スペシャリティ・ラボラトリーズ           | 725      |
| 7    | アルバトー・サービシーズ                 | 586      |
| 8    | カリフォルニア芸術大学                   | 500      |
| 9    | エアロスペース・ダイナミクス             | 450      |
| 10   | ファンファーレ・メディア・ワークス       | 407      |

### 事業地帯
2007年7月1日、サンタクラリタ市内で事業を始める者に優遇税制を適用するため、市北部と支部の工業と商業地帯が連邦認定の事業地帯に仕分けられた。さらに倉庫やオフィスのスペースも作られた。現在、サンタクラリタ事業地帯は市内の商業、事業および工業用地の97％を占めている。この地帯指定により地元企業は雇用と売上げを申告し税額控除を受けることができる。
新しく指定された事業地帯は、トルー・ポジション・テクノロジーズ、ソルトクリーク・グリル、Condomman.com、およびトリッグ・ラボラトリーズのような幾つかの大企業にとっても運営基盤になっている。

### 新築住宅開発
サンタクラリタではK・ホブナニアン・ホームズやレンナーなど様々な住宅会社により新築住宅が著しく増加している。

## メディア
サンタクラリタ市と周辺地域は幾つかの地元メディアを利用できる。

### 新聞
主要日刊紙である「ザ・シグナル」は1919年に発刊され、ウィークデーの発行部数10,454、日曜版の発行部数12,050を誇っている。この新聞は地元のニューズ、スポーツ、娯楽および行事に関する記事をほぼ排他的に取り上げており、ジョージア州サバンナのモリス・マルティメディア社が所有している。クリークサイド道路にあるその新聞社はニューズルーム、編集所、ITとウェブの制作施設、および印刷所として機能している。
他にロサンゼルス・ニューズペーパー・グループ参加の「デイリー・ニューズ」も購読できる。このグループはデンバーのメディアニューズ社が所有している。サンフェルナンド・バレーとロサンゼルスのニューズ、スポーツ、娯楽に特化しているが、定期的にサンタクラリタの記事を載せている。サンタクラリタ・バレーでの購読数は不明であるが、そのウェブサイトに拠れば、ロサンゼルス大都市圏で157,000部が読まれている。

### ラジオ
サンタクラリタ・バレーでは、KHTS（AM、1220kHz）という1つのラジオ放送局が独占的に放送している。この商業ラジオ局は長い間、住人かつ公僕のカールとジェリ＝セラッティのゴールドマン兄弟によって運営され、キャニオンカントリーにあるスタジオから放送している。内容は地元のニュース、交通、天候、スポーツ、音楽およびトークショーである。この放送局の送信機とアンテナはソールダッドキャニオン道路とサンドキャニオン道路の間にあるシエラハイウェイ沿いにある。この局は2003年10月に開局した。KHTSの前は1999年までKBETであり、このときゴールドマン兄弟がクリア・チャンネル・コミュニケーションズに局を売却したものだったが、2003年に買い戻した。
KHTS以外に、サンタクラリタ市とその周辺地域は、間接的にロサンゼルス・メディア市場の多くのFMとAMのラジオ局を聴取できるが、周りを丘に取り囲まれているために聞き取りにくいと苦情を言う者が多い。

### テレビ
サンタクラリタ向け地元プログラムは全て単一の公営テレビ局が放送している。これは免税の非営利企業SCVTVが運営している。この放送プログラムは、タイムワーナー・ケーブルやAT&TのUバース顧客には、それぞれのチャンネルで流されている。内容は公共、教育および地方政府のプログラムであり、市政委員会や企画委員会の会合、歴史ショー、高校とカレッジのニュース、トークショー、フットボール試合など地元中心で構成されている。
サンタクラリタ・バレーには商業テレビ局が無い。ロサンゼルス市にあるテレビ局のデジタル信号はディレクTVやディッシュ・ネットワークのケーブルテレビで視聴できる。

### テレビ番組と映画の制作
20世紀の初めの10年間から現在に至るまで、サンタクラリタ・バレーは映画、テレビのショーおよびコマーシャル映像を制作する者のお気に入りの場所であり続けている。1922年に最初の恒久的撮影所が設けられる以前であっても、ここの地形は西部に典型的な舞台として利用しやすかった。1910年代から1930年代のA級西部劇が1940年代から1950年代にかけてのB級に追われる間、プレースリタキャニオンにあるジーン・オートリーのメロディ・ランチ・モーション・ピクチャー・スタジオ、また後にはゴールデン・オーク・ランチにあるウォルト・ディズニーのスタジオがその役割を果たし続けた。
ここは長い間、他の場所を模倣する立場にあったが、たまにサンタクラリタ・バレーそのものを舞台にするものもあった。例えばオーシャンズ13のオープニングでは、ブラッド・ピットとその仲間がバレンシアのトイザらスで泥棒を働こうとした。
サンタクラリタはハリウッドに近いことで、多くのテレビ番組や映画の撮影場所になってきた。

#### サンタクラリタ・バレーで撮影されたその他の製品
- エナフ・ジーナフによるビデオ"There Goes My Heart"は、スティーブンソン牧場のリチャード・リオー・パークで撮影
- スマッシング・パンプキンスによるビデオ"1979"はバレンシア高校で撮影
- グリーン・デイによるビデオ"Nice Guys Finish Last"は、サンタクラリタのカレッジ・オブ・ザ・キャニオンズで撮影
- フー・ファイターズによるビデオ"Long Road to Ruin"の一部はサンタクラリタのウェストフィールド・ショッピングセンターで撮影
- レディ・アンテベラムによるビデオ"American Honey"は、2010年1月にサンタクラリタで撮影

## インフラ

### 交通

#### 高速道路
サンタクラリタ市西側には州間高速道路5号線が通っている。市の東側は州道14号線がある。州道126号線は州間高速道路5号線から分かれ、フィルモアとサンタポーラを経て西のベンチュラに向かう。
- 州間高速道路5号線
- カリフォルニア州道14号線
- カリフォルニア州道126号線

#### バス
サンタクラリタ市交通局がサンタクラリタ・バレー内とサンフェルナンド・バレーのノースハリウッド向けに広範なバス便を運行している。市と契約したMVトランスポーテーション社が運営している。
ウィークデイではバーバンク、ロサンゼルス中心街、ノースハリウッド、ワーナーセンター、ヴァンニュイス、センチュリーシティおよびランカスターへの往復便がある。やはりウィークデイで学校があるときは、サンタクラリタ・バレー内の様々な学校を回るように工夫されたルートと時刻表で補助的なバス便を運行している。
高齢者や障害者にはダイアル・ア・ライド便を運行している。午後6時移行は一般の利用も可能である。このサービスでは市内のどこでも乗降ができ、未編入地域でも固定された路線のバス停から半径4分の3マイル (1.2 km) 以内であれば乗降できる。

#### 鉄道
メトロリンクが、ランカスターからロサンゼルス中心街のユニオン駅までのアンテロープ・バレー線で通勤列車を運行している。ユニオン駅からは南カリフォルニアや国内の様々な目的地にいく列車に接続できる。市内にはキャニオンカントリーにビアプリンセサ駅、市中央にありバレンシアやソーガスからも利用できるサンタクラリタ駅、ニューホールのニューホール駅の3駅がある。これらの駅には全て大きな駐車場があり、パーク・アンド・ライドが可能である。
メトロリンクは毎日運行しているが、土曜と日曜は減便している。

#### 自転車と歩行
市内には縦横に自転車道や歩道がある。自転車はキャニオンカントリーにある東端から、自動車道とは別の舗装路で、サンタクラリタ川トレイルのあるバレンシアまで通じている自転車道がある。サンタクラリタ川トレイルはサンタクラリタ川とソールダッドキャニオン道路と密に平行している。このルートには地区、メトロリンクおよび商業地区に行くための多くの分岐点がある。バレンシアに入ると自転車道ネットワークと繋ぐ「パセオ」と呼ばれる歩道橋が幾つかある。パセオは自転車や歩行者を自動車道から分離して安全を確保している。バレンシアのチックはこの全体的なネットワークに繋がる豊富な歩道や自転車道が計画されている。

## 著名な出身者と住人
- ショーン・バートン - 元MLBメジャーリーグベースボール選手、ソーガス高校卒
- カイル・ボーラー - アメリカンフットボール選手、ウィリアム・S・ハート高校卒
- スティーブ・ボーデン - プロレスラー、ウィリアム・S・ハート高校卒
- ボブ・ブロントセマ - カレッジ野球選手、カリフォルニア大学サンタバーバラ校でヘッドコーチ、キャニオン高校卒、カレッジ・オブ・ザ・キャニオンズ入学
- クリストル・ブストス - ソフトボール・アメリカ代表として2回のオリンピックで金メダル、パンナム・ゲームでは3度金メダル、キャニオン高校卒
- アリソン・フェリックス - 陸上競技選手、サンタクラリタ在住。ロサンゼルスバプチスト高校（ノースヒルズ）卒
- ジョン・ガーランド - メジャーリーグベースボール選手、バレンシア生まれ
- ミーガン・グッド - 女優、キャニオンカントリーで育った
- ジェイソン・ゴア - プロゴルファー. ウィリアム・S・ハート高校入学、バレンシアに居住
- マーク＝ポール・ゴッセラー - 俳優、ウィリアム・S・ハート高校入学
- エリック・ヒルジャス - 元メジャーリーグベースボール選手、 キャニオン高校卒
- ブライアン・ハータ - オープンホイール・レースカーのドライバー、ウィリアム・S・ハート高校入学
- ジョー・カップ - アメリカンフットボール選手、カリフォルニア大学、ミネソタ・バイキングス、カナディアン・フットボール・リーグでもプレイ、ウィリアム・S・ハート高校卒
- テイラー・ロートナー - 俳優、サンタクラリタ在住、2008年にバレンシア高校に入ったが、飛び級でカレッジ・クラスに進んだ
- アンドリュー・ロレーヌ - 元メジャーリーグベースボール選手、ウィリアム・S・ハート高校卒
- テッサ・ラドウィック - 女優、ソーガス高校卒
- ケビン・マローン - モントリオール・エクスポズとロサンゼルス・ドジャースの元役員兼総監督、サンタクラリタのメルセデス・ベンツ販売会社共同経営者
- マット・ムーア - NFLアメリカンフットボール選手、ウィリアム・S・ハート高校入学
- エディ・マレー - 元メジャーリーグベースボール選手と打撃コーチ、サンタクラリタのメルセデス・ベンツ販売会社共同経営者、サンタクラリタ在住
- ジェリー・オーウェンス - メジャーリーグベースボール選手、ウィリアム・S・ハート高校卒、カリフォルニア大学ロサンゼルス校入学
- エリン・パーペログロー - 女子バスケットボール選手、マスターズ・カレッジ入学
- マイク・ペンバーシー - 元バスケットボール選手、マスターズ・カレッジ入学
- マッケンジー・ロスマン - 女優、 バレンシア高校入学
- ロジャー・サルケルド - 元メジャーリーグベースボール選手、ソーガス高校卒
- レイラニ・サレル - 女優、バレンシア生まれ
- ジェームズ・シールズ - メジャーリーグベースボール選手、ニューホールで生まれ、ウィリアム・S・ハート高校卒
- コリー・スナイダー - 元メジャーリーグベースボール選手、ユーティリティープレイヤー、キャニオン高校卒
- ジェシカ・D・ストーン - 女優、バレンシア生まれ
- アシュレイ・ティスデイル - 女優、バレンシア高校卒
- ボブ・ウォーク - 元メジャーリーグベースボール選手、ウィリアム・S・ハート高校卒
- トッド・ジール - 元メジャーリーグベースボール選手、ウィリアム・S・ハート高校卒
- スマイル・エンプティ・ソウル - ポストグランジ・ロックバンド
- ティム・バートン - 映画監督、プロデューサー、著作家、画家、カリフォルニア芸術大学入学
- タイラー・ポージー - 俳優、MTV'のティーンウルフ、バレンシア在住
- ジュリア・マイケルズ - 歌手、ソングライター

## 姉妹都市
- エクアドルナポ県テナ市[20]
- フィリピンケソン州サリアヤ市[21]